# Billbergia oxysepala
Billbergia oxysepala är en gräsväxtart som beskrevs av Carl Christian Mez. Billbergia oxysepala ingår i släktet Billbergia och familjen Bromeliaceae. Inga underarter finns listade i Catalogue of Life.